# Plage surélevée
Une plage surélevée est une formation géomorphologique terrestre se trouvant généralement proche d'un littoral et se présentant sous la forme d'un escarpement ou d'un cordon sablonneux d'origine marine.

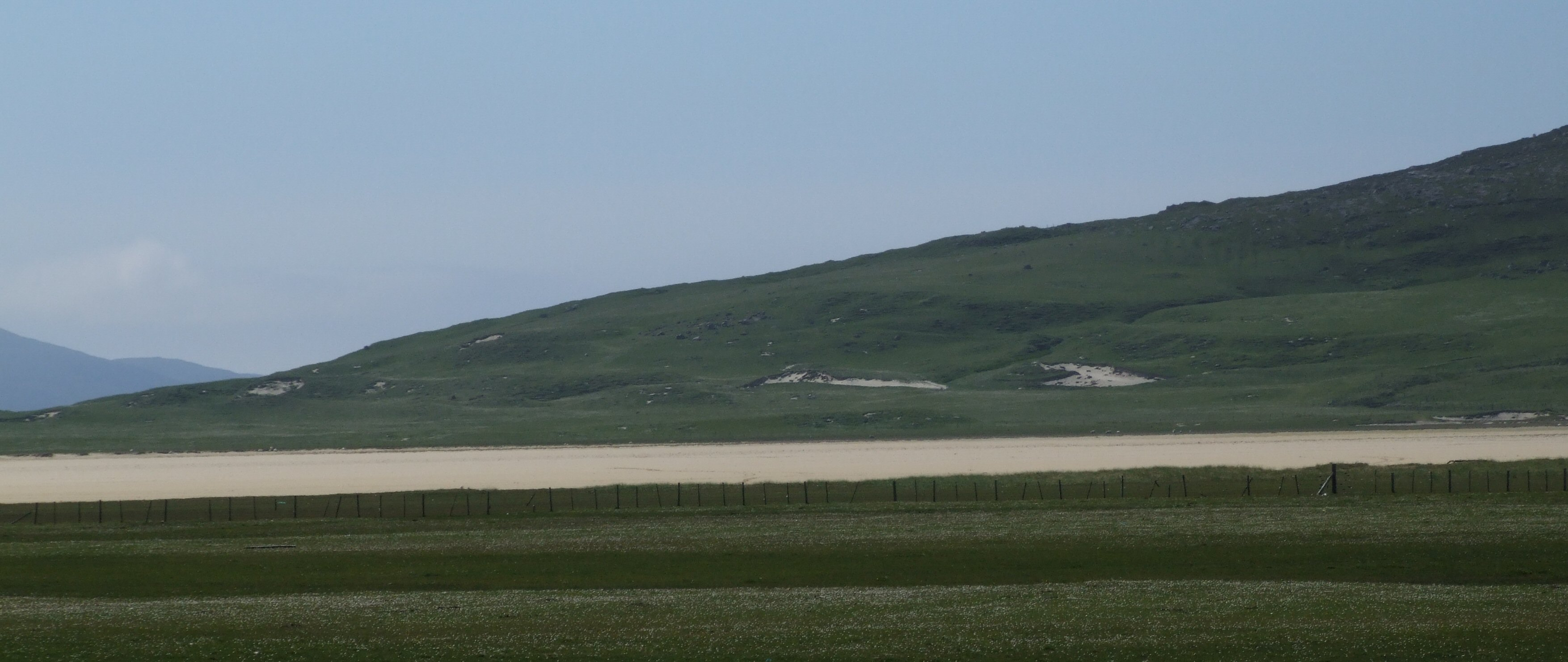
Plage surélevée sur Harris (Écosse) : ici l'érosion tend à faire disparaître les traits distinctifs de ce type de relief.

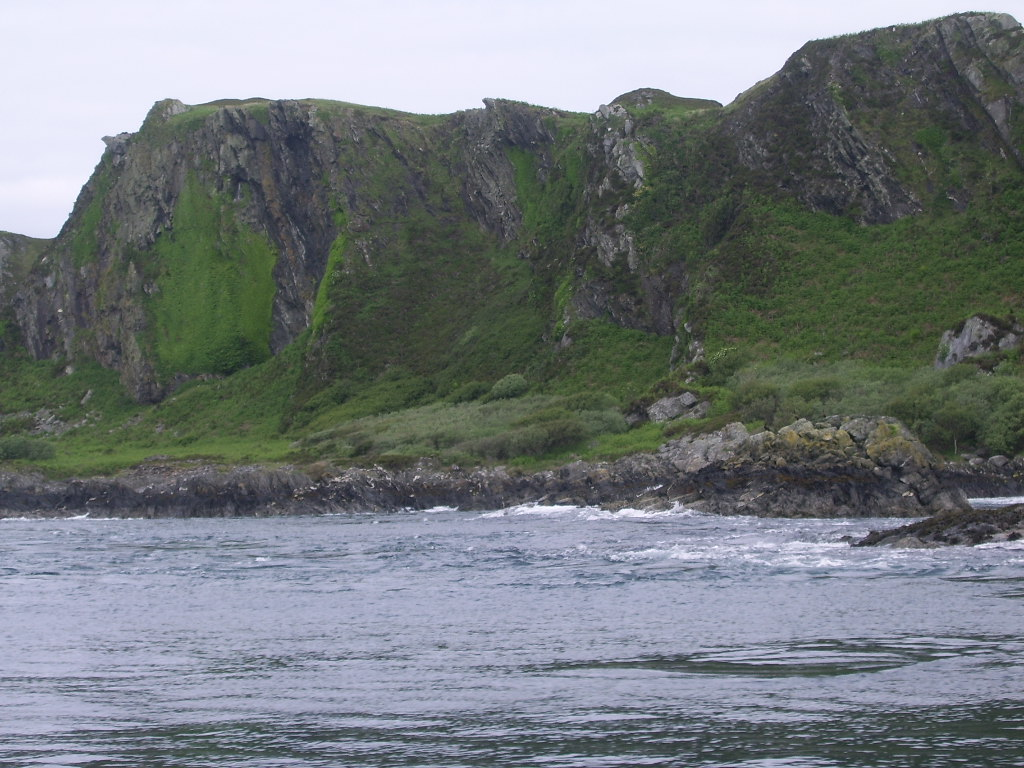
Plage surélevée dominée par des falaises sur l'île de Lunga dans les Hébrides intérieures (Écosse).

## Description
Il s'agit de plages ou de terrasses d'origines maritimes mais qui se retrouvent surélevées par rapport au niveau de la mer par une baisse relative du niveau de la mer.
Ce type de plages est très fréquent sur les côtes Ouest européennes de l'océan Atlantique comme en Irlande (baie de Donegal et les comtés de Cork et de Kerry), dans les Cornouailles (Bude, baie de Widemouth, port de Crackington, Tintagel, Perranporth et St Ives), au Pays de Galles (vallée de Glamorgan, péninsule de Gower, Pembrokeshire et la baie de Cardigan), en Écosse (îles de Jura et d'Arran), en Bretagne (Finistère) et en Espagne (Galice). Elles ont également été mises en évidence en Nouvelle-Calédonie et dans les Îles Loyauté.

## Formation
Les régression marines à l'origine de la formation des plages surélevées peuvent être le fait d'une baisse mondiale du niveau de la mer mais il s'agit le plus souvent d'une élévation de la masse continentale par un réajustement isostatique à la suite d'une déglaciation (eustatisme). En effet, les calottes glaciaires, de par leur poids, provoquent un enfoncement de la croûte terrestre et lors de leur retrait, cette dernière subit un soulèvement général qui tend à augmenter l'altitude de la région et donc à éloigner les rivages des terres.
Des mouvements tectoniques peuvent aussi être la cause de la formation de tels reliefs comme c'est probablement le cas au Vanuatu par exemple où des séismes sont fréquents et auraient pu former les plages surélevés que l'on y trouve.
Une fois privées du contact avec la mer qui entretenait le relief, ces plages sont soumises à l'érosion car étant constituées de terrains tendres ce qui tend à atténuer leurs formes caractéristiques et finalement à les faire disparaître.